# Коалланйоки
Коалланйоки (устар. Коаллан-йоки) — река в России, протекает по территории Кольского района Мурманской области. Устье реки находится в 99 км от устья Лотты по правому берегу. Длина реки — 49 км, площадь водосборного бассейна — 596 км². В 5,4 км от устья впадает правый приток Карнойоки.

## Данные водного реестра
По данным государственного водного реестра России относится к Баренцево-Беломорскому бассейновому округу, водохозяйственный участок реки — Тулома от истока до Верхнетуломского гидроузла, включая Нот-озеро. Речной бассейн реки — бассейны рек Кольского полуострова, впадает в Баренцево море.